# Moldova Suverană
Plugarul Roșu (Плугарул Рош, transliterat Plugarul Roș), ulterior Moldova Socialistă (Молдова сочиалистэ), actualmente Moldova Suverană, este un ziar din Republica Moldova.

## Istoric
Primul număr al ziarului Plugarul Roșu a fost editat la Balta, la 1 mai 1924. Apoi, Plugarul Roșu a fost editat de Grigore Borisov la Odesa începând din 1 iulie 1924, apoi în RASS Moldovenească.
În 1930, a fost mutat la Tiraspol, și numele i-a fost schimbat din Plugarul Roșu în Moldova Socialistă (Молдова сочиалистэ). Începând cu anii 1940, a fost tipărit la Chișinău, cu excepția anilor de război când a fost tipărit la Moscova.
A fost redenumit, pentru a două oară, în 1991, după independența de stat a Republicii Moldova în Moldova Suverană (de data aceasta încercând să reflecte situația reală a țării). Este un ziar care încă există.

## Ortografie, „limba moldovenească”, anii 1920
Exemplu de „limbă moldovenească” din anii '20 (transpusă în alfabet latin): 
„De-amu v-o două luni di zăli, dicînd „Plugaru Roș” își lunjește discusîia dispri orfografia moldovineascî, mai întîi trebui di spus cî sfada merji nu dispri limba moldovineascî, dar dispri orfografii, adicî dispri sămnuirera sunitilor cari sînt în limba jii moldovineascî. ”— Petru Chior, comisar al poporului pentru învățămînt în RASS Moldovenească, în broșura „Despre orfografia moldovenească” din 1929

## Moldova Socialistă
Pe vremea când se numea Moldova Socialistă (Молдова сочиалистэ), fiind de fapt, un ziar sovietic, publicația a fost recompensată cu ordinul sovietic Ordinul Drapelul Roșu al Muncii.

## Moldova Suverană
Moldova Suverană (ISSN 1104-7) este un ziar de limba română, oficial al guvernului Republicii Moldova, care este publicat zilnic la Chișinău. Avea un tiraj de circa 100.000 pe zi în anul 1994.